# Anoploderma peruvianum
Anoploderma peruvianum is een keversoort uit de familie Vesperidae. De wetenschappelijke naam van de soort werd voor het eerst geldig gepubliceerd in 1986 door Dias.